# ذخیره‌گاه طبیعی پریوولژسکایا لسوستپ
ذخیره‌گاه طبیعی پریوولژسکایا لسوستپ (انگلیسی: Privolzhskaya Lesostep Nature Reserve) یک پارک و ذخیره‌گاه طبیعی در استان ماگادان کشور روسیه است.